# 西宮タンクローリー横転爆発事故
西宮タンクローリー横転爆発事故（にしのみやタンクローリーおうてんばくはつじこ）とは、1965年（昭和40年）10月26日午前3時20分ごろ、兵庫県西宮市川西町12-12付近で西宮市第二阪神国道（現国道43号線）下り線で石油液化ガス5トンを搭載したタンクローリーが横転し陸橋に衝突して爆発炎上、周囲の民家にも類焼し死者5名を出した事故である。

## 被害
- 現場付近の神戸プリンス中古車センターの中古車約30台が炎上。周辺の民家も30～40戸が全半焼。死者5名。負傷者26名。
- 死者のうち1名は陸橋で事故を取材していた新聞記者であった。

## 参考資料
- 西宮市におけるＬＰガス・タンクローリー転覆爆発事故に関する質問主意書
- タンクローリの横転によるLPガス爆発
- 神戸新聞「１９９５・１・１７から８　二日目の震災　避難勧告は伝わったか」